# Krystian Aranowski
Krystian Aranowski (* 11. April 1988 in Toruń, Polen) ist ein polnischer Ruderer.

## Karriere
Aranowski begann mit dem Rudersport im Jahr 2003. Drei Jahre später startete er bei den Junioren-Weltmeisterschaften in Amsterdam und belegte einen sechsten Platz im Vierer mit Steuermann. Es folgten zwei Übergangsjahre im Nachwuchsbereich der Senioren, in denen er einen fünften Platz und eine Bronzemedaille mit dem polnischen Nachwuchsachter bei den U23-Weltmeisterschaften 2007 und 2008 gewann.
Ab 2009 konnte sich Aranowski über erste Teilnahmen am Ruder-Weltcup im polnischen Achter der offenen Altersklasse etablieren und in der Folge einige EM-Medaillen und -Titel gewinnen. Bei den Europameisterschaften 2009 in Weißrussland wurde die Mannschaft erstmals Europameister, 2010 folgte eine EM-Silbermedaille. Die europäischen Titelkämpfe 2011 und 2012 gewann der polnische Achter mit Aranowski an Bord ebenfalls. Bei den Weltmeisterschaften war man nicht derart erfolgreich und belegte Platz 4 bei den Titelkämpfen 2009 in Posen, Platz 8 im Jahr 2010 und einen weiteren fünften Platz in der vorolympischen Saison 2011. Aranowski konnte als Stammkraft im Achter im Jahr 2012 zum ersten Mal an den Olympischen Sommerspielen teilnehmen. In London verpasste die Mannschaft mit Marcin Brzeziński, Piotr Juszczak, Mikołaj Burda, Piotr Hojka, Zbigniew Schodowski, Michał Szpakowski, Krystian Aranowski, Rafał Hejmej und Steuermann Daniel Trojanowski allerdings das Finale und belegte Platz 7.
Auch nach den Spielen in Großbritannien konnte Aranowski weiter im polnischen Achter rudern. Bei den Europameisterschaften 2013 erreichte er Silber. Bei den Weltmeisterschaften 2014 gewann Aranowski außerdem mit dem 3. Platz seine erste WM-Medaille. Mit drei vierten Plätzen bei den Weltmeisterschaften 2013 und Europameisterschaften 2014 und 2015 verpasste der polnische Achter weitere Medaillenplatzierungen knapp. Enttäuschend verliefen die Ruder-Weltmeisterschaften 2015 auf dem französischen Lac d’Aiguebelette, wo die Mannschaft aus Polen mit Burda nur den 8. Platz erreichte und die direkte Qualifikation für die Olympischen Sommerspiele in Rio de Janeiro verpasste. Nachdem die Qualifikation im Mai 2016 in Luzern nachgeholt werden konnte, erreichte der polnische Achter den fünften Platz bei den Olympischen Spielen 2016.
Aranowski startet für den Verein Zawisza Bydgoszcz. Bei einer Körperhöhe von 1,99 m beträgt sein Wettkampfgewicht rund 100 kg.